# Romanisation ALA-LC
La romanisation ALA-LC est un ensemble de normes de romanisation, permettant d'écrire, avec l’alphabet latin, des textes originairement écrits avec d’autres systèmes d’écriture. C’est un sigle pour American Library Association - Library of Congress. Ces normes sont utilisées pour représenter les noms bibliographiques dans les bibliothèques nord-américaines anglophones, à la British Library et dans des publications anglophones dans le monde.

## Systèmes d’écriture
| Systèmes d’écritures | Nom ALA-LC                                |
| -------------------- | ----------------------------------------- |
| amharique            | Amharic                                   |
| arabe                | Arabic                                    |
| arménien             | Armenian                                  |
| assamais             | Assamese                                  |
| azéri                | Azerbaijani                               |
| balinais             | Balinese                                  |
| biélorusse           | Belorussian                               |
| bengali              | Bengali                                   |
| bulgare              | Bulgarian                                 |
| birman               | Burmese                                   |
| chinois              | Chinese                                   |
| slavon d'église      | Church Slavic                             |
| divehi               | Divehi                                    |
| géorgien             | Georgian                                  |
| grec                 | Greek                                     |
| gujarati             | Gujarati                                  |
| hébreu               | Hebrew and Yiddish                        |
| hindi                | Hindi                                     |
| inuktitut            | Inuktitut                                 |
| japonais             | Japanese                                  |
| javanais             | Javanese, Sundanese, and Madurese         |
| judéo-arabe          | Judeo-Arabic                              |
| kannada              | Kannada                                   |
| cachemiri            | Kashmiri                                  |
| kurde                | Kurdish                                   |
| khmer                | Khmer                                     |
| coréen               | Korean                                    |
| ladino               | Ladino                                    |
| lao                  | Lao                                       |
| lepcha               | Lepcha                                    |
| limbu                | Limbu                                     |
| jawi (malais)        | Malay                                     |
| malayalam            | Malayalam                                 |
| marathi              | Marathi                                   |
| mongole              | Mongolian                                 |
| moplah               | Moplah                                    |
| cyrilique non-slave  | Non-Slavic Languages (in Cyrillic Script) |
| oriya                | Oriya                                     |
| turc                 | Ottoman Turkish                           |
| pali                 | Pali                                      |
| panjabi              | Panjabi                                   |
| persan               | Persian                                   |
| pachto               | Pushto                                    |
| russe                | Russian                                   |
| sanskrit             | Sanskrit and Prakrit                      |
| santali              | Santali                                   |
| serbe et macédonien  | Serbian and Macedonian                    |
| sindhi               | Sindhi                                    |
| cingalais            | Sinhalese                                 |
| tamoul               | Tamil                                     |
| télougou             | Telugu                                    |
| thaï                 | Thai                                      |
| tibétain             | Tibetan                                   |
| tigrigna             | Tigrinya                                  |
| ouïghour             | Uighur                                    |
| ukrainien            | Ukrainian                                 |
| ourdou               | Urdu                                      |
| vaï                  | Vai                                       |